# Orson Scott Card
Orson Scott Card (Richland, Washington állam, 1951. augusztus 24. –) amerikai író, változatos témákban alkot a sci-fi-től a vallási alapú kalandregényekig.

## Életpályája
Card a washingtoni Richlandben született, Kaliforniában, Arizonában és Utahban nőtt fel, Brazíliában volt mormon misszionárius, a Brigham Young Egyetemen és a Utah Egyetemen végzett, jelenleg az észak-carolinai Greensboróban él feleségével, Kristine-nel. Öt gyermekük van: Geoffrey (aki maga is író), Emily, Charlie Ben, Zina Margaret és Erin Louisa. A gyermekek nevüket Chaucer, Brontë és Dickinson, Dickens, Mitchell és Alcott írók után kapták.

## Írói pályája
Card a könyvkiadással először a tudományos–fantasztikus műfajban találkozott (Hot Sleep és Capitol novellák), belekóstolva a fantasy-be is (Songmaster). Talán legismertebb műve a Végjáték (regény) (Ender's Game), ami az 1985-ös publikálása óta az egyik legnépszerűbb sci-fi regény. Mind a Végjáték, mind pedig folytatása, A Holtak Szószólója (Speaker for the Dead) megkapta a Hugo-díjat és a Nebula-díjat is, ami Cardot az első (és 2004-ig az egyetlen) olyan szerzővé tette, aki egymás utáni években mindkét díjat elnyerte.
Művei azonban nem csak sci-fi regényekből állnak. A Lost Boys, Treasure Box és Enchantment regényei, a Mélység című James Cameron film regényváltozata, a Teremtő Alvin meséi sorozat és a Pastwatch alternatív történelme, vagy a Doug Chiang-gal, a Star Wars művészével együtt alkotott Robota mind újabb és újabb oldaláról mutatják be az írót.
Írásait részletesen kidolgozott szereplők és morális kérdések jellemzik. Ahogy Card nyilatkozta: „Mindannyiunkat foglalkoztatnak az erkölcsi kérdések, nemesség, tisztesség, boldogság, jóság – a dolgok, melyek az életben számítanak, de tökéletes tisztaságukban csak a regényekben mutathatók be.”
Egyes regényei, mint a Stone Tables (Kőtáblák), ami a bibliai Mózes prófétáról szól; a Women of Genesis (A teremtés asszonyai) trilógia; a The Folk Of The Fringe történetek; a mormon vallás úttörőiről írt Szentek kifejezetten vallási témákra épülnek. Más műveiben a mormon hit hatásai kevésbé nyilvánvalóak: a Homecoming és a Teremtő Alvin meséi sorozatok részben a A Mormon könyvére és a vallás alapítója, Joseph Smith életére épülnek, de több más művében is (mint például a Végjáték sorozat későbbi részeiben – Xenocide (Fajirtás) és Children of the Mind (Az elme gyermekei) – szereplő, minden élőt átszövő szálak, vagy az élet és halál kérdései) megfigyelhető a mormon világnézet finom alkalmazása.
Regényein és rövid novelláin túl Card nem–fikciós műveket is ír. 1980 környékén számos műszaki témájú cikket írt a Compute! és az Ahoy! magazinokba a Commodore mikroszámítógépekről. Röviddel a 2001. szeptember 11-i terrortámadás után indította a greensborói Rhino Times lapban a Card weblapján máig olvasható „Háborús figyelő” rovatot (amit később „Világ–figyelőre” neveztek át).

## Válogatott bibliográfiája

### Végjátékelőtti művek
- Listen, Mom and Dad (non-fiction) (1978)
- Capitol (1978)
- Hot Sleep (1978)
- A Planet Called Treason (1978)
- Songmaster (1979)
- Unaccompanied Sonata and Other Stories (1980)
- Ainge (non-fiction, 1982)
- Saintspeak (non-fiction, 1982)
- A kegyelem ára (Hart's Hope, 1983)
- The Worthing Chronicle (1983) – a Hot Sleep és a Capitol átdolgozott változata
- Saints (1983)

### Az Ender-saga
- Végjáték (Ender's Game, 1985)
- A Holtak Szószólója (Speaker for the Dead, 1986)
- Fajirtás (Xenocide, 1991)
- Az elme gyermekei (Children of the Mind, 1996)
- First Meetings (novelláskötet, 2002)
- A War of Gifts (novelláskötet, 2007)
- Ender Száműzetésben (Ender in Exile, 2008)[1]

### Az Árnyék-sorozat
- Ender árnyéka (Ender's Shadow, 1999) – a Végjátékkal párhuzamosan fut
- A Hegemón árnyékában (Shadow of the Hegemon, 2001)
- Árnyékbábok (Shadow Puppets, 2002)
- Az óriás árnyéka (Shadow of the Giant, 2005)
- Shadows In Flight (2012)[2]
- The Last Shadow (2021)

### Első Hangy háború-sorozat (Orson Scott Card & Aaron Johnston)
- Gyanútlanul (Earth Unaware, 2012)
- Lángoló Föld (Earth Afire, 2013)
- Ébredő Föld (Earth Awakens, 2014)

### Második Hangy háború-sorozat (Orson Scott Card & Aaron Johnston)
- A raj (The Swarm, 2016)
- A kaptár (The Hive, 2019)
- A királynők (The Queens, 2021)

### Hadiiskola sorozat
- Children of the Fleet (2017)

### Útkereső sorozat
- Pathfinder (2010)
- Ruins (2012)
- Visitors (2014)

### The Mithermages sorozat
- The Lost Gate (2011)
- The Gate Thief (2013)
- Gatefather (2015)

### A Teremtő Alvin-sorozat
- A hetedik fiú (regény) (Seventh Son, 1987)
- A rézbőrű próféta (Red Prophet, 1988)
- Kovácsinas (Prentice Alvin, 1989)
- Vándorlegény (Alvin Journeyman, 1995)
- Fáklya (Heartfire, 1998)
- The Yazoo Queen (novella, 2003)
- A Kristályváros (The Crystal City, 2003)
- Master Alvin (előkészületben)

### A Homecoming-saga
- The Memory of Earth (1992)
- The Call of Earth (1992)
- The Ships of Earth (1994)
- Earthfall (1995)
- Earthborn (1995)

### The Women of Genesis-sorozat
- Sarah (2000)
- Rebekah (2001)
- Rachel and Leah (2004)
- The Wives of Israel (előkészületben)

### Egyéb,Végjátékutáni művek
- Cardography (1987)
- Wyrms (1987)
- Treason (1988) – az A Planet Called Treason átdolgozott változata
- The Folk Of The Fringe (1989)
- The Abyss (1989) – James Cameronnal
- Maps in a Mirror: The Short Fiction of Orson Scott Card (1990)
- Eye For Eye / Tunesmith (két regény, 1990) – az Eye For Eye Card műve, a Tunesmith pedig Lloyd Biggle, Jr.-é
- The Worthing Saga (1990)
- Lost Boys (1992)
- A Storyteller in Zion (non-fiction, 1993)
- Monkey Sonatas (novelláskötet, 1993)
- Lovelock (1994) – Kathryn H. Kidd-del
- Pastwatch: The Redemption of Christopher Columbus (1996) (Múltfigyelők, Kalandor Kiadó, 2004)
- Treasure Box (1996)
- Stone Tables (1997)
- Homebody (1998)
- Enchantment (1999)
- Magic Mirror (1999)
- Robota (2003)
- Pastwatch: The Flood (előkészületben)
- Advent Rising (videójáték, 2005)

### Színművek
- Posing as People – három novella színpadra átírva, először Card rendezésében

### Könyvek az írásról
- Character and Viewpoint (1988)
- How to Write Science Fiction and Fantasy (1990)

## Magyarul
- Végjáték; ford. F. Nagy Piroska; Móra, Bp., 1991 (Galaktika fantasztikus könyvek)
- Végjáték. A holtak szószólója; ford. Szántai Zsolt; Valhalla Páholy, Bp., 1994
- Fajirtás. Orson Scott Card Végjáték ciklusának legújabb kötete; ford. Mohácsi Enikő; Szukits, Szeged, 1999
- A hetedik fiú; ford. Horváth Norbert; Kalandor, Bp., 2002 (Teremtő Alvin meséi)
- A rézbőrű próféta; ford. Horváth Norbert; Kalandor, Bp., 2003 (Teremtő Alvin meséi)
- Múltfigyelők. Kolumbusz Kristóf feloldozása; ford. Szabó Anikó; Bolt Kft., Bp., 2004
- Kovácsinas; ford. Horváth Norbert; Bolt Kft., Bp., 2004 (Teremtő Alvin meséi)
- Vándorlegény; ford. Horváth Norbert; Bolt Kft., Bp., 2005 (Teremtő Alvin meséi)
- Fáklya; ford. Horváth Norbert; Kalandor, Bp., 2008 (Teremtő Alvin meséi)
- Ender árnyéka. A jövő immáron a jelen; ford. Horváth Norbert; Alexandra, Pécs, 2011
- Végjáték; ford. Bihari György; Dáin, Szeged, 2011
- A Hegemón árnyékában; ford. Darnyik Judit; Alexandra, Pécs, 2012
- A kegyelem ára; Delta Vision, Bp., 2012 (Mesterművek)
- Bűvölet; Delta Vision, Bp., 2013 (Mesterművek)
- A holtak szószólója. Végjáték 2; ford. Körmendi Ágnes; Unio Mystica, Bp., 2014
- Az elme gyermekei. Végjáték 4; ford. Hargittai Krisztina; Unio Mystica, Fót, 2015
- Végjáték; ford. F. Nagy Piroska; 3. jav. kiad.; Unio Mystica, Fót, 2015
- Árnyékbábok; ford. Hargittai Krisztina; Unio Mystica, Fót, 2015
- Kristályváros; ford. Horváth Norbert; Delta Vision, Bp., 2015 (Teremtő Alvin meséi)
- Ender száműzetésben. Végjáték-univerzum; ford. Hargittai Krisztina; Unio Mystica, Fót, 2016
- Fhérgek; Delta Vision, Bp., 2016 (Mesterművek. Science fiction)
- Orson Scott Card–Aaron Johnston: Gyanútlanul. Az első hangy háború I.; Unio Mystica, Fót, 2022
- Orson Scott Card–Aaron Johnston: Lángoló föld. Az első hangy háború II. Végjáték-univerzum; Unio Mystica, Fót, 2022
- Orson Scott Card–Aaron Johnston: Ébredő föld. Az első hangy háború III. Végjáték-univerzum; Unio Mystica, Fót, 2023